# ジェームス・ハントとニキ・ラウダのライバル関係
ジェームス・ハントとニキ・ラウダのライバル関係（ジェームスハントとニキラウダのライバルかんけい）は、イギリス人のジェームス・ハントと、オーストリア人のニキ・ラウダという、二人のフォーミュラ1（F1）ドライバーの間で1973年から1979年にかけて続いた、F1におけるライバル関係について扱う。

## 概要
1947年生まれのジェームス・ハントと、1949年生まれのニキ・ラウダは同世代であり、キャリア初期から下位の自動車レースカテゴリーで競い合うライバルだった。
自動車レースの最高峰とされるフォーミュラ1（F1）にも1970年代初めのほぼ同時期にステップアップし、特に1974年から1976年の3年間に競争を繰り広げ、1976年にはこの二人がタイトルを争い、シーズン中盤のラウダの大事故を経て、最終戦でハントがタイトルを獲得した（→#1976年: 二人によるタイトル争い）。このライバル関係は、F1の歴史の中でも最もエキサイティングなもののひとつとみなされている。
通算成績で言えば、ラウダが3度のF1ワールドチャンピオンを獲得したのに対して、ハントはチャンピオンタイトル獲得は1976年の1度に留まり、両者の通算成績には開きがある。（→#F1における成績比較）
コース上では激しく競い合ったが、この二人は親しい友人だった。（→#二人の間の友情）
ハントとラウダのライバル関係は、2013年の映画『ラッシュ/プライドと友情』で取り上げられた。（→#関連作品）

## ライバル関係の推移

### ジュニアフォーミュラ
ハントとラウダは、1971年に初めて出会った。当時、ラウダは基本的にフォーミュラ2（F2）、ハントはフォーミュラ3（F3）に参戦しており、どちらもマーチのワークス車両を走らせていた縁から面識を得て、早くから仲良くなった。この年の8月、ラウダがブランズハッチのF3レースに参戦したことがあり、両者はその時に初めて同じレースで走った。翌年にはハントがF2に型落ちのマーチでスポット参戦し、そこでも競い合うことがあった。
この時点で、ハントは不運や自らの焦りを原因としてアクシデントの当事者となることが多かったことから「ハント・ザ・シャント」（Hunt the Shunt、「壊し屋ハント」）というあだ名で呼ばれていた。同時に、社交的でハンサムなプレイボーイであり、女性との奔放な関係のほか、大酒飲みで、煙草、麻薬といったものにも目がないということでも知られていた。速さはあったものの、クラッシュの多さやそうした放埓な人物であることが欠点とみなされ、レース関係者、とりわけメディア関係者からの評判は悪かった。
一方、ラウダのほうはほとんど正反対と言ってよく、内向的で、性格も非常に冷淡かつ控えめ、レース以外の気を散らすような事々は避けるという人物だった。レースにも真摯に向き合い、フォーミュラカーの車両開発への注意深いアプローチでも定評を得て、「コンピュータ」（The Computer）の異名で呼ばれ、すぐに有名になった。

### F1へのステップアップ
1971年、ラウダはハントより一足先にF1デビューを果たし、翌1972年にはF1フル参戦を始めた。しかし、この年に所属したマーチではセカンドドライバー扱いで待遇は良くなく、契約も解除されたため、翌年の行き場を失った。そのため、1973年シーズンは、当時の強豪のひとつであるBRMチームのシートを持参金を持ち込んで何とか確保した。ラウダにとっては不本意な移籍だったが、ここでクレイ・レガツォーニのチームメイトとなったことが、後々大きな意味を持つことになった。
ハントはF3で足踏みしていたが、所属していたヘスケス・レーシングのアレクサンダー・へスケス（へスケス卿）が、自身のチームをF3から（F2を飛ばして）F1へ一気にステップアップさせることにしたため、1973年途中からハントもまたF1に戦いの舞台を移すことになった。

#### 1973年
1973年シーズンのハントとヘスケス・レーシングは、どちらにとってもそれがF1デビューシーズンだったにもかかわらず、好成績をいくつも収め、ハントは途中からの参戦だったにもかかわらず、2回の表彰台を含む4回の入賞を果たし、F1初年度をランキング8位で終えた。
ラウダは、フルシーズン参戦したにもかかわらず、車両の信頼性の低さに祟られ、入賞はベルギーGPで記録した1回のみと低調な成績に留まった。しかし、どのレースもリタイアするまでは速さを見せており、モナコGPにおける走りはフェラーリの総帥エンツォ・フェラーリの目に留まる。BRMでチームメイトだったレガツォーニが古巣のスクーデリア・フェラーリに戻るにあたって、意見を求められたレガツォーニがラウダを絶賛したことにも助けられ、ラウダは翌年はフェラーリに移籍することになった。

#### 1974年
この年、ヘスケス・レーシングが投入した独自車両のヘスケス・308は、信頼性にはやや難があったものの、従来のマーチ・731よりも速さがあった。ハントは2回の表彰台フィニッシュを果たし、年間ランキングは前年と同じ8位となる。5番手からスタートしたアルゼンチングランプリでは、一時的に首位を走行した。
ラウダは、第3戦南アフリカGPで自身初ポールポジションを獲得し、第4戦スペインGPでポール・トゥ・ウィンで初優勝した。このシーズンで2勝、ポールポジションに至っては9回を記録して速さを印象付け、ランキングは4位となる。

#### 1975年
1975年シーズンは、3連勝を含む5勝を挙げたラウダが自身初のドライバーズチャンピオンタイトルを獲得し、一方のハントはオランダGPで初優勝を果たした。
しかし、シーズン終了後、へスケス卿が財政難からチーム運営から手を引くことを決めたため、ハントは他チームのシートを探すことになり、翌年はマクラーレンと契約する。マクラーレンのチーム代表であるテディ・メイヤーは、ハントがへスケスで初優勝したオランダGPの走りに感心して抜擢したものだったが、シートのないハントの契約料を安く抑え、1976年のハントの年俸は6万ポンド（当時のレートで約2700万円）で、これはラウダのおよそ4分の1だった。

### 1976年: 二人によるタイトル争い
この年はラウダとハントによるチャンピオン争いが繰り広げられた。シーズン序盤でラウダが優勝と表彰台フィニッシュを重ね、ラウダがチャンピオン争いを独走するかに見えたが、中盤にハントが追いすがり、第10戦ドイツGPでラウダの大事故が起き、負傷欠場するという事態になったこともあり、タイトル争いは最終戦までもつれ込んだ。

#### 序盤
ハントとラウダの1976年シーズンは、大差がつく形で始まった。
現役チャンピオンとしてシーズンを迎えたラウダは開幕戦から連勝し、全16戦中の7戦を終えた時点で、5勝、2位1回、3位1回を記録し、55ポイントを獲得していた。この時点でランキング2位に位置していたジョディー・シェクター（ティレル）でも23ポイントを獲得しているに過ぎず、ラウダのリードは圧倒的で、タイトル防衛はまず間違いないと見られていた。
ラウダとハントとのマッチレースとなった第4戦スペインGPでは、ハントがトップでチェッカーフラッグを受け、ラウダは2位に甘んじたが、これはレース直前にラウダがちょっとした事故で負傷し、本調子ではなかったためとされる。
一方のハントは、開幕2戦続けてポールポジションを奪い、第2戦南アフリカGPではラウダを追い詰め、ラウダから1.3秒差で2位となる。上記のスペインGPも含め、こうした活躍により、ハントは移籍早々にチーム内でエースの座を固めることに成功した。しかし、スペインGPはレース後に失格と裁定されたため、選手権においては、最初の7戦を終えた時点では、2位1回、5位1回で、計8ポイントを獲得していたに過ぎなかった。
序盤戦（第7戦スウェーデンGP）終了時点のリザルト
| 順位 | ドライバー         | チーム       | 車両        | BRA | RSA | USW | ESP  | BEL | MON | SWE | …… | ポイント |
| ---- | ------------------ | ------------ | ----------- | --- | --- | --- | ---- | --- | --- | --- | -- | -------- |
| 1位  | ニキ・ラウダ       | フェラーリ   | 312T・312T2 | 1   | 1   | 2   | 1*   | 1   | 1   | 3   |    | 55       |
| 7位  | ジェームス・ハント | マクラーレン | M23         | Ret | 2   | Ret | DSQ* | Ret | Ret | 5   |    | 8        |

* 第4戦スペインGPのハントの結果（失格｛優勝取り消し｝）について、マクラーレンが抗議し、審議が継続中。

#### 中盤: イギリスGPの混乱
7月4日に第8戦フランスGPの決勝レースが開催され、ハントが優勝した。その翌日の7月5日、5月のスペインGPについてのマクラーレンによる抗議が認められ、同GPのハントの優勝が復活したため、この時点でハントはシーズン「2勝」となる。これにより、フランスGPでノーポイントだったラウダは52ポイント（スペインGPの優勝が2位となったことでポイントが減算）で足踏みし、獲得ポイントを26ポイントに伸ばしてランキング2位に躍進したハントは、ラウダとのポイント差を一挙に縮めた。
続く第9戦イギリスGP（ブランズハッチ）では、スタート直後の1コーナーで事故が起きた。ラウダはポールポジションからスタートしたが、4番グリッドから素晴らしいスタートを決めたチームメイトのレガツォーニに横に並びかけられ、1コーナーでレガツォーニはラウダに接触してしまう。ラウダは走行を続けることができたもののレガツォーニはスピンし、3番手を走っていたハントはそのレガツォーニの車体側面に追突し、サスペンションに大きなダメージを負う。先頭集団で起きたこの事故は後続の複数の車も混乱させて多重クラッシュを招き、1コーナーのコース上に破片が散乱したこともあって、レースは赤旗中断となる。
レースを再開させるにあたり、主催者の王立自動車クラブ（RAC）は、元のレースでオープニングラップを消化したドライバーのみが再スタート後のレースに参加できるということと、スペアカー（Tカー）の使用は認めないということの2点を各チームに通達し、これは厳しい措置だったため、チーム代表たちから抗議が出て議論になる。ハントはスタート直後の事故で車両が大きなダメージを負ったことからコースをショートカットしてピットに戻っており、規則に照らせば、再スタートできないはずだった。
マクラーレンを含むいくつかのチームはTカーをグリッドに並べ、それを見た他チームからは抗議が出た。そうした声を受け、ハントのTカーを含む違反車両をグリッドから退去させるよう場内アナウンスが流された。これが裏目となり、地元イギリスのスタードライバーであるハントをスタートさせないと聞いた観客たちは「We Want Hunt」と叫んで大合唱を始め、サーキットにゴミを投げ込み出す騒動となる。チーム代表のテディ・メイヤーとレーススチュワードがTカーの使用可否をめぐって議論をしている間に、マクラーレンのメカニックたちはハントのレース車の修復を終えてしまい、改めてグリッドに並べた。まだ、「オープニングラップを消化していない」という点で疑義はあったものの、この間も観客席からの怒号は続いていたことから、スチュワードも折れ、ハントの再スタートは許可された。
レースではハントが優勝し、ラウダが2位となった。このレースが終わった時点で、ラウダは58ポイント、ハントは35ポイントとなり、ポイント差はさらに縮まった。
しかし、レース終了直後に、フェラーリ、ロータス、ティレル、フィッティパルディによって、ハントの再スタートを認めた件についての抗議が提出され、レース結果は審議に付されることになった（後述するように、このレースのハントには後に失格裁定が下る）。

#### 中盤: ラウダの大事故
8月1日に、第10戦ドイツGP（ニュルブルクリンク）が開催され、このレースがタイトル争いの最大のターニングポイントとなる。
雨の決勝レースの2周目、ラウダはコースを走行中、中間部のベルクベルク（Bergwerk）コーナー手前で突如挙動を乱してクラッシュした。車両は大破炎上し、ラウダ自身は一命こそとりとめたものの全身に重い火傷を負い、その後のレースも欠場を余儀なくされる。
ハントはドイツGPを優勝したが、優勝直後に気にしたのは友人であるラウダの容態だった。
重傷のラウダがレースを欠場している間もシーズンは進み、ハントは第11戦オーストリアGPで4位、第12戦オランダGPで優勝と、着実にポイントを積み上げた。結果、オランダGP終了時点で、欠場中のラウダの58ポイントに対して、ハントは56ポイントで、2ポイント差にまで迫った（この時点でイギリスGPの裁定結果は出ていない）。ラウダの欠場は当分続く（復帰は絶望的）と見られていたことから、この時点でハントがタイトルを獲得する可能性が強まった。
中盤戦（第12戦オランダGP）終了時点のリザルト
| 順位 | ドライバー         | チーム       | 車両        | BRA | RSA | USW | ESP | BEL | MON | SWE | FRA | GBR | GER | AUT | NED | …… | ポイント |
| ---- | ------------------ | ------------ | ----------- | --- | --- | --- | --- | --- | --- | --- | --- | --- | --- | --- | --- | -- | -------- |
| 1位  | ニキ・ラウダ       | フェラーリ   | 312T・312T2 | 1   | 1   | 2   | 2   | 1   | 1   | 3   | Ret | 2*  | Ret |     |     |    | 58       |
| 2位  | ジェームス・ハント | マクラーレン | M23         | Ret | 2   | Ret | 1   | Ret | Ret | 5   | 1   | 1*  | 1   | 4   | 1   |    | 56       |

* 第9戦イギリスGPのハントの結果（優勝）について、フェラーリが抗議し、審議が継続中。

##### フェラーリによる駆け引き
ラウダの事故が起きた第10戦ドイツGP直後の8月3日、イギリスGPの結果についてフェラーリなどから出されていた抗議は一度「正式に」却下された（裁定したのはCSIではなく主催者のRAC）。その決定に対して、ロータス、ティレル、フィッティパルディの3チームは抗議を取り下げたが、フェラーリだけは聞き入れず、1976年シーズン残りのレース全ての出場を取りやめると声明した。
これは1950年代からエンツォ・フェラーリが何度か使っている交渉テクニックだったが、声明した通り、フェラーリは第11戦オーストリアGPをボイコットした（第12戦オランダGPで復帰）。フェラーリはこの抗議をRACではなくCSI（FIA）に持ち込み、これにより、イギリスGPについての審議はさらに長引くことになった。

#### 終盤: ラウダの復帰

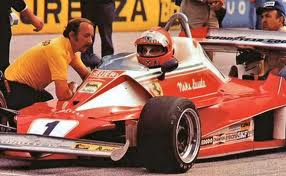
復帰戦となった第13戦イタリアGPのラウダ

9月7日（火）、ラウダはフェラーリの自社サーキットであるフィオラノサーキットで事故後初めて312T2のコクピットに戻った。同じ週に第13戦イタリアGPが開催され、ラウダはその姿を公の場に現わし、このレースからF1に復帰した（事故から42日後）。このことは当時のF1関係者たちを驚愕させた。
しかも、ラウダは復帰戦の予選でフェラーリ勢3名で最速となる5番手を獲得し、決勝レースでは4位に入賞した。ハントは車両に燃料規定違反が見つかったことによりほぼグリッド最後尾（出走26台中の24番手）からのスタートとなり、決勝レースではレース中のアクシデントによりリタイアとなり、二人のポイント差は再び広がった。
このイタリアGP（9月12日決勝）と次戦カナダGP（10月3日決勝）との間の9月24日、7月のイギリスGPについての結論がようやく出され、ハントには失格の裁定が下され、2位だったラウダが繰り上がりで優勝という形にレース結果は修正された。これにより、シーズンは3戦を残して、ラウダ・64ポイント、ハント・47ポイントとなり、ラウダが17ポイントという大きなリードを再び築いた。しかし、底力を見せたハントがカナダGPとアメリカGPの北米2連戦を連勝し、その間にラウダは3位1回を記録したのみだったため、ラウダ・68ポイント、ハント・65ポイントとなり、ラウダが3ポイントリードするのみという僅差で、最終戦を迎えることになった。

#### 最終戦: タイトル争いの決着
10月に開催された最終戦の舞台は、日本の富士スピードウェイとなった（F1世界選手権イン・ジャパン）。日本ではこれが初めてのF1開催だった。
舞台となった富士スピードウェイは、決勝レースの前夜から激しい雨に見舞われた。決勝当日の10月24日になっても雨は降り続き、午前中に行われたウォームアップセッションではスピンする車両が続出する危険なコンディションとなり、昼過ぎの時点で、レース関係者のほぼ全員が決勝レースはキャンセルされるだろうと考えていた。実際、関係者の予想通り、午後1時30分にスタートする予定だった決勝レースはスタートが順延された。しかし、主催者たちは天候がレース開催に充分な程度には回復しつつあると判断し、決勝レースは予定より遅れて午後3時から始められることが午後2時30分に発表された。
そうして、雨が降る中でレースは始まり、ラウダは2番グリッド、ハントは3番グリッドからスタートしたが、ラウダは2周目の終わりにピットに入り、それ以上の走行を拒否し、リタイアすることを選択した。レースに残ったハントは、ラウダをポイントで逆転するには3ポイント（4位）以上の獲得が必要な状況だった。残り5周の時点で5位を走行していたが、そこから前走車をオーバーテイクし、最終的に3位表彰台を獲得し、選手権においてもラウダを1ポイント上回り、チャンピオンタイトルを確定させた。
レースが終わった時、ラウダはすでにサーキットを離れて帰途についており、ハントに逆転されたという報せは東京国際空港（羽田空港）で受けた。

#### 1976年の両者の最終リザルト
| 順位         | ドライバー         | チーム       | 車両        | BRA | RSA | USW | ESP | BEL | MON | SWE | FRA | GBR | GER | AUT | NED | ITA | CAN | USA | JPN | ポイント |
| ------------ | ------------------ | ------------ | ----------- | --- | --- | --- | --- | --- | --- | --- | --- | --- | --- | --- | --- | --- | --- | --- | --- | -------- |
| チャンピオン | ジェームス・ハント | マクラーレン | M23         | Ret | 2   | Ret | 1   | Ret | Ret | 5   | 1   | DSQ | 1   | 4   | 1   | Ret | 1   | 1   | 3   | 69       |
| 2位          | ニキ・ラウダ       | フェラーリ   | 312T・312T2 | 1   | 1   | 2   | 2   | 1   | 1   | 3   | Ret | 1   | Ret |     |     | 4   | 8   | 3   | Ret | 68       |

- 太字はポールポジション、斜体はファステストラップを記録したレース。

### 1977年以降
1976年のチャンピオンとなったハントは、翌年以降も3シーズンに渡ってF1で走った。1977年こそ3勝を挙げたものの、この3シーズンでタイトルを争うような活躍をすることはなく、1979年限りで引退した。
ラウダは、1976年の事故以前はひたすら速さのみを追い求める傾向があったが、事故以降はそうしたスタイルを一変させて冷徹な強さを見せるようになり、1977年は勝利数こそ前年を下回る3勝ながら、堅実に入賞を繰り返し、自身2度目となるドライバーズタイトルを獲得した。しかし、1976年の最終戦で棄権したことをめぐってチームオーナーのエンツォ・フェラーリとの関係は急速に悪化し、ラウダの側から離脱の意思を示し、1978年シーズンはブラバムへと移籍した。1979年シーズンはハントと同様に低迷し、やはりこの年限りでF1から最初の引退をした。その後はハントと異なり、ラウダは1982年にF1に復帰した。チームはかつてハントが所属していたマクラーレンだった。ラウダは1984年に自身3度目で最後のF1ドライバーズタイトルを獲得し、1985年に引退した。

## F1における成績比較
両者の各通算成績
| ドライバー         | 参戦数 | タイトル (獲得年)            | 優勝 (率)   | PP (率)     | FL (率)     |
| ------------------ | ------ | ---------------------------- | ----------- | ----------- | ----------- |
| ニキ・ラウダ       | 177    | 3 （1975年・1977年・1984年） | 25 (14.9 %) | 24 (13.7 %) | 24 (14.3 %) |
| ジェームス・ハント | 93     | 1 （1976年）                 | 10 (11.1 %) | 14 (15.1 %) | 8 (8.9 %)   |

両者が共に参戦した年の戦績
- 太字はランキング上位となったドライバー。

| ドライバー         | 選手権順位   | 選手権順位     | 選手権順位     | 選手権順位       | 選手権順位       | 選手権順位        | 選手権順位    | 優勝 回数 | 表彰台 獲得回数 | タイトル 獲得回数 |
| ドライバー         | 1973年       | 1974年         | 1975年         | 1976年           | 1977年           | 1978年            | 1979年        | 優勝 回数 | 表彰台 獲得回数 | タイトル 獲得回数 |
| ------------------ | ------------ | -------------- | -------------- | ---------------- | ---------------- | ----------------- | ------------- | --------- | --------------- | ----------------- |
| ニキ・ラウダ       | 18th BRM     | 4th フェラーリ | 1位 フェラーリ | 2位 フェラーリ   | 1位 フェラーリ   | 4位 ブラバム      | 14位 ブラバム | 16        | 39              | 2                 |
| ジェームス・ハント | 8位 へスケス | 8位 へスケス   | 4位 へスケス   | 1位 マクラーレン | 5位 マクラーレン | 13位 マクラーレン | NC ウルフ     | 10        | 23              | 1                 |

初記録の比較
|                      | ジェームス・ハント             | ニキ・ラウダ                   |
| -------------------- | ------------------------------ | ------------------------------ |
| 初参戦               | 1973年モナコGP                 | 1971年オーストリアGP           |
| 初ポールポジション   | 1976年アルゼンチンGP（37戦目） | 1974年南アフリカGP（30戦目）   |
| 初ポイント           | 1973年フランスGP（2戦目）      | 1973年ベルギーGP（18戦目）     |
| 初表彰台             | 1973年オランダGP（4戦目）      | 1974年アルゼンチンGP（29戦目） |
| 初ファステストラップ | 1973年イギリスGP（3戦目）      | 1974年スペインGP（32戦目）     |
| 初優勝               | 1975年オランダGP（31戦目）     | 1974年スペインGP（32戦目）     |
| 初チャンピオン       | 1976年                         | 1975年                         |

## 二人の間の友情
ジェームス・ハントとニキ・ラウダはコース上では激しく競い合ったが、ふだんは仲が良かった。この友情は下位カテゴリーから続くもので、F3時代はいつも一緒にいるような仲で、こうした関係はF1でタイトルを争っていた1976年も変わることはなかった。
1976年ドイツGPの事故後、ラウダのことをフェラーリから放出すべきなどと書くメディアも多かった中、タイトル争いのライバルだったハントはラウダに対して協力的な発言を繰り返し、そのことにラウダは感謝している。
ハントにとってラウダはF1ドライバーの中でも最も親しい友人だったと言われており、レーシングドライバーとしての現役当時から「ただの知り合いではなく友人だった」とハントは述べている。この二人の友情は、ハントが死去した1993年まで続いた。

## 関連作品
- 『ラッシュ/プライドと友情』

2013年の映画作品（監督・ロン・ハワード）。この二人のライバル関係を主題としており、ハント役をクリス・ヘムズワース、ラウダ役をダニエル・ブリュールが演じた。
本作の脚本を手掛け、それをハワードに持ち込んだピーター・モーガンは、ウィーンに住んでいたことがあり、ラウダとは家族ぐるみの付き合いがあった。ラウダは通常はこの種の伝記映画の企画が持ち込まれても関与することを断っていたが、モーガンからの要請には応じて企画段階から関与し、監修という形で制作を手助けし、ラウダ役のブリュールにも助言を行った。
作品そのものは、ハントとラウダのF3時代から1976年のF1シーズンまでの対決を主題とし、フィクションを織り交ぜて描いたものとなっている。この作品におけるハントとラウダは表面的には険悪さのある関係で、根底で強い結びつきがあるという形で描かれている。
ハントとラウダの関係や1976年シーズンのタイトル争いの推移についても、いくつかの脚色が加えられている。主な例を以下に示す。
- 映画の中でハントとラウダは1970年のクリスタルパレス（ロンドン）のF3レースで出会っているが、実際にはこのレースにはどちらも出場していない。ただし、ラウダはハントとはF3時代のイギリスのレースで初めて出会ったとも述べているので、完全な創作というわけでもない。
- 1976年スペインGPのハントの失格（後に取消）は、レース前の時点でマクラーレンがCSI（FISAの前身）から違反の指摘を受けていたにもかかわらず、それを無視して車両をレースに出走させたという背景がある。この映画では、ラウダの策略という形に変更しており、ラウダがフェラーリを焚きつけて違反を指摘させ、ハントを失格に追いやっている。一方、フェラーリが実際に政治的な動きを見せたイギリスGPの失格騒動（上記したように内容が込み入っている）は扱っていない。
- 1976年ドイツGPのレース前のドライバーズミーティングでは、レースを行うべき、中止すべきと主張していたドライバーは実際にはそれぞれ複数いたが、この映画ではハントとラウダのやり取りに集約する形で描いており、開催中止を一人で主張するラウダが孤立するという形にしている。
- 1976年最終戦について、現実のラウダは、リタイアすると早々にサーキットを去り、最終結果は空港で知り、（自分自身に）激しく憤ったという。映画では、ラウダはリタイアした後もサーキットに留まり、フェラーリのスタッフたちと共にレースの推移を見守り、ハントのチャンピオン獲得を見届けてサーキットからヘリコプターで去り、敗北を静かに受け入れるという形に変更している。この変更について、ラウダ本人は気に入ったという。